# Cryptotis nelsoni
Cryptotis nelsoni és una espècie de mamífer de la família de les musaranyes (Soricidae) endèmic de l'est de Mèxic.
L'espècie fou descoberta per Edward William Nelson i Edward Alphonso Goldman el 1894, que en recolliren uns quants espècimens dels vessants del volcà San Martín, a Veracruz (Mèxic). Després ja no es tingueren més notícies de l'espècies i molts la consideraren extinta, fins que fou redescoberta a la mateixa àrea el 2004 (i descrita el 2009). No se sap pràcticament res de la seva biologia.
Fou anomenada en honor del naturalista i etnòleg estatunidenc Edward William Nelson.